# I lagens namn (TV-serie)
För andra betydelser, se I lagens namn.
I lagens namn (Law & Order) är en amerikansk TV-serie som började sändas 1990 på NBC och som avslutades ned under 2010, sammantaget en långkörare med 20 säsonger. 
Spinoff-serien Law & Order: Special Victims Unit har producerats kontinuerligt sedan 1999. Huvudserien återupptogs på NBC under 2022. 

## Format
Serien utspelar sig på Manhattan i New York och varje avsnitt består av två delar: först med kriminalpoliserna från NYPD:s mordrotel som upptäcker ett mord och sedan utreder brottet, som ofta leder till minst ett gripande av en misstänkt gärningsperson, och sedan i den andra hälften med distriktsåklagarämbetet, ofta kulminerade i en rättegång i domstol. Avsnitten är ofta inspirerade av verkliga händelser och rättsfall, även om motiven och gärningspersonen vanligtvis är helt annorlunda.

## Rollfigurer och skådespelare

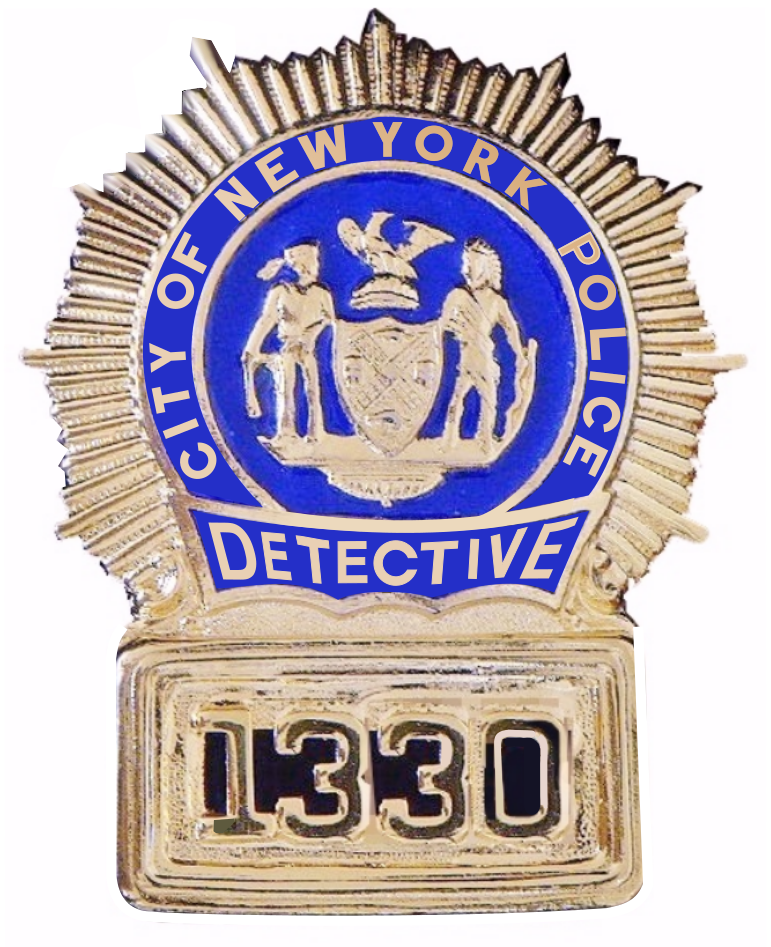
Polisbricka för kriminalpolis (detective vid New York City Police Department (NYPD).

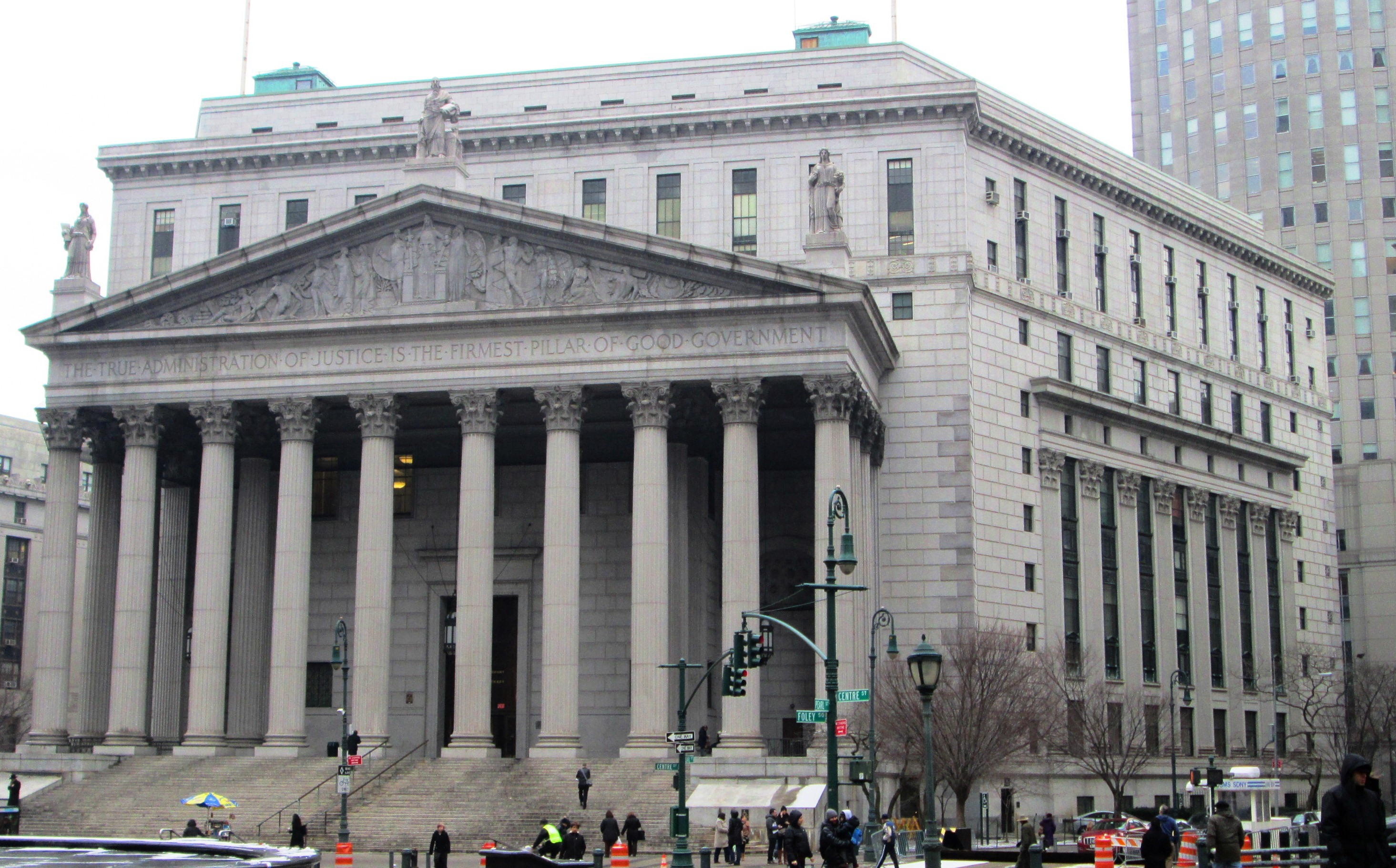
Trappan med kolonaden utanför New York County Courthouse är en frekvent inspelningsplats för många avsnitt i TV-serien och även i dess spinoff-serier.

### Säsong 1-20 (1990-2010)

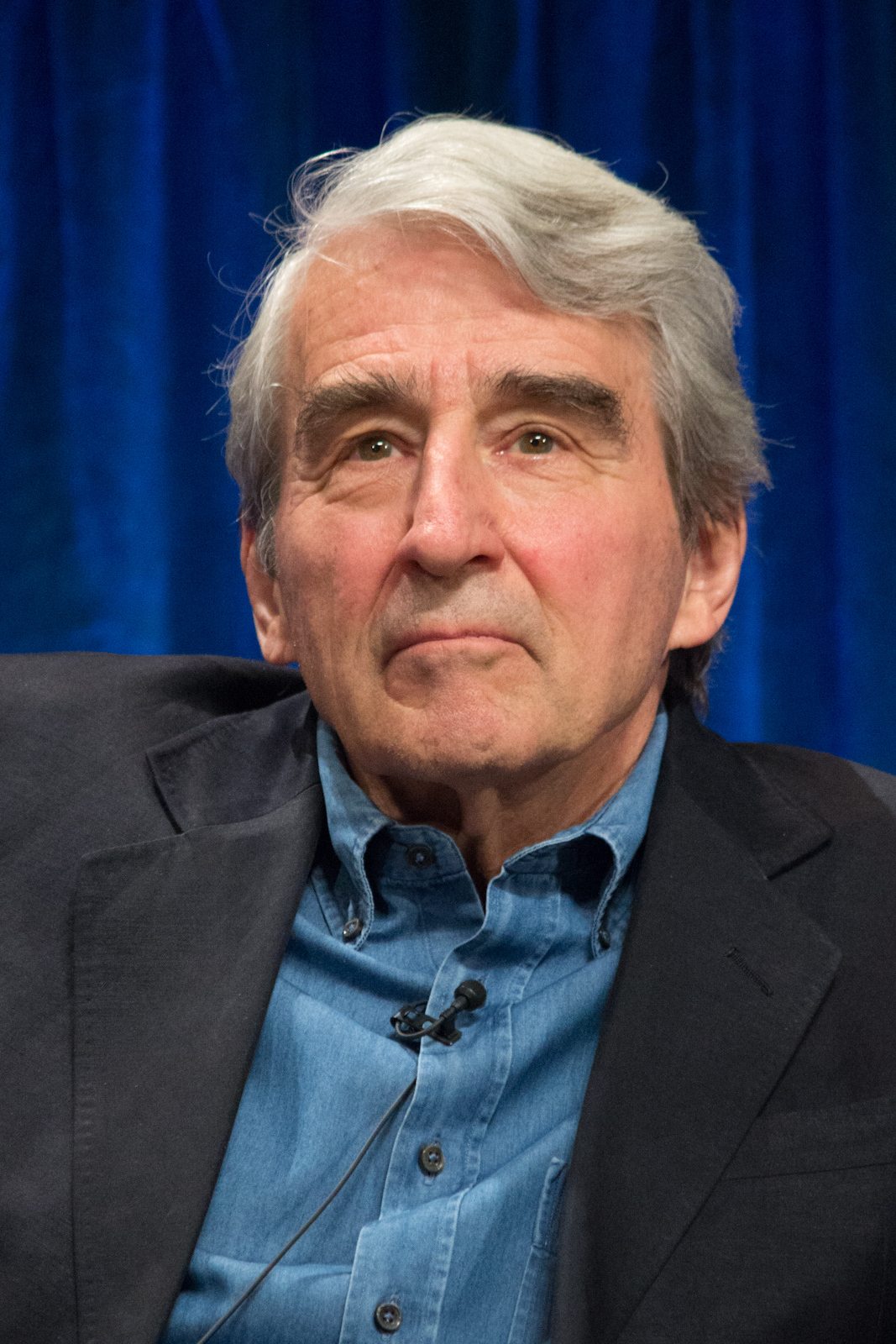
Sam Waterston spelade rollen som åklagaren Jack McCoy under 18 säsonger.

| Säsong                        | Yngre kriminalpolis (Junior Detective) | Äldre kriminalpolis (Senior Detective) | Kriminalkommissarie (Lieutenant)   | Assistentåklagare (Assistant District Attorney) | Biträdande distriktsåklagare (Executive Assistant District Attorney) | Distriktsåklagaren                  |
| ----------------------------- | -------------------------------------- | -------------------------------------- | ---------------------------------- | ----------------------------------------------- | -------------------------------------------------------------------- | ----------------------------------- |
| 1 1990-91                     | Mike Logan (Chris Noth)                | Max Greevey (George Dzundza)           | Donald Cragen (Dann Florek)        | Paul Robinette (Richard Brooks)                 | Benjamin Stone (Michael Moriarty)                                    | Adam Schiff (Steven Hill)           |
| 2 1991-92                     | Mike Logan (Chris Noth)                | Phil Cerreta (Paul Sorvino)            | Donald Cragen (Dann Florek)        | Paul Robinette (Richard Brooks)                 | Benjamin Stone (Michael Moriarty)                                    | Adam Schiff (Steven Hill)           |
| 3 1992-93                     | Mike Logan (Chris Noth)                | Phil Cerreta (Paul Sorvino)            | Donald Cragen (Dann Florek)        | Paul Robinette (Richard Brooks)                 | Benjamin Stone (Michael Moriarty)                                    | Adam Schiff (Steven Hill)           |
| Lennie Briscoe (Jerry Orbach) | Mike Logan (Chris Noth)                |                                        | Donald Cragen (Dann Florek)        | Paul Robinette (Richard Brooks)                 | Benjamin Stone (Michael Moriarty)                                    | Adam Schiff (Steven Hill)           |
| 4 1993-94                     | Mike Logan (Chris Noth)                | Anita Van Buren (S. Epatha Merkerson)  | Claire Kincaid (Jill Hennessy)     |                                                 | Benjamin Stone (Michael Moriarty)                                    | Adam Schiff (Steven Hill)           |
| 5 1994-95                     | Mike Logan (Chris Noth)                | Anita Van Buren (S. Epatha Merkerson)  | Claire Kincaid (Jill Hennessy)     | Jack McCoy (Sam Waterston)                      |                                                                      | Adam Schiff (Steven Hill)           |
| 6 1995-96                     | Rey Curtis (Benjamin Bratt)            | Anita Van Buren (S. Epatha Merkerson)  | Claire Kincaid (Jill Hennessy)     | Jack McCoy (Sam Waterston)                      |                                                                      | Adam Schiff (Steven Hill)           |
| 7 1996-97                     | Rey Curtis (Benjamin Bratt)            | Anita Van Buren (S. Epatha Merkerson)  | Jamie Ross (Carey Lowell)          | Jack McCoy (Sam Waterston)                      |                                                                      | Adam Schiff (Steven Hill)           |
| 8 1997-98                     | Rey Curtis (Benjamin Bratt)            | Anita Van Buren (S. Epatha Merkerson)  | Jamie Ross (Carey Lowell)          | Jack McCoy (Sam Waterston)                      |                                                                      | Adam Schiff (Steven Hill)           |
| 9 1998-99                     | Rey Curtis (Benjamin Bratt)            | Anita Van Buren (S. Epatha Merkerson)  | Abbie Carmichael (Angie Harmon)    | Jack McCoy (Sam Waterston)                      |                                                                      | Adam Schiff (Steven Hill)           |
| 10 1999-00                    | Ed Green (Jesse L. Martin)             | Anita Van Buren (S. Epatha Merkerson)  | Abbie Carmichael (Angie Harmon)    | Jack McCoy (Sam Waterston)                      |                                                                      | Adam Schiff (Steven Hill)           |
| 11 2000-01                    | Ed Green (Jesse L. Martin)             | Anita Van Buren (S. Epatha Merkerson)  | Abbie Carmichael (Angie Harmon)    | Jack McCoy (Sam Waterston)                      | Nora Lewin (Dianne Wiest)                                            |                                     |
| 12 2001-02                    | Ed Green (Jesse L. Martin)             | Anita Van Buren (S. Epatha Merkerson)  | Serena Southerlyn (Elisabeth Röhm) | Jack McCoy (Sam Waterston)                      | Nora Lewin (Dianne Wiest)                                            |                                     |
| 13 2002-03                    | Ed Green (Jesse L. Martin)             | Anita Van Buren (S. Epatha Merkerson)  | Serena Southerlyn (Elisabeth Röhm) | Jack McCoy (Sam Waterston)                      | Arthur Branch (Fred Thompson)                                        |                                     |
| 14 2003-04                    | Ed Green (Jesse L. Martin)             | Anita Van Buren (S. Epatha Merkerson)  | Serena Southerlyn (Elisabeth Röhm) | Jack McCoy (Sam Waterston)                      | Arthur Branch (Fred Thompson)                                        |                                     |
| 15 2004-05                    | Ed Green (Jesse L. Martin)             | Anita Van Buren (S. Epatha Merkerson)  | Serena Southerlyn (Elisabeth Röhm) | Jack McCoy (Sam Waterston)                      | Arthur Branch (Fred Thompson)                                        | Joe Fontana (Dennis Farina)         |
| 15 2004-05                    | Ed Green (Jesse L. Martin)             | Anita Van Buren (S. Epatha Merkerson)  | Alexandra Borgia (Annie Parisse)   | Jack McCoy (Sam Waterston)                      | Arthur Branch (Fred Thompson)                                        | Joe Fontana (Dennis Farina)         |
| 15 2004-05                    | Nick Falco (Michael Imperioli)         | Anita Van Buren (S. Epatha Merkerson)  |                                    | Jack McCoy (Sam Waterston)                      | Arthur Branch (Fred Thompson)                                        | Joe Fontana (Dennis Farina)         |
| 16 2005-06                    | Ed Green (Jesse L. Martin)             | Anita Van Buren (S. Epatha Merkerson)  |                                    | Jack McCoy (Sam Waterston)                      | Arthur Branch (Fred Thompson)                                        | Joe Fontana (Dennis Farina)         |
| 17 2006-07                    | Nina Cassady (Milena Govich)           | Anita Van Buren (S. Epatha Merkerson)  | Ed Green (Jesse L. Martin)         | Jack McCoy (Sam Waterston)                      | Arthur Branch (Fred Thompson)                                        | Connie Rubirosa (Alana de la Garza) |
| 18 2007-08                    | Cyrus Lupo (Jeremy Sisto)              | Anita Van Buren (S. Epatha Merkerson)  | Ed Green (Jesse L. Martin)         | Michael Cutter (Linus Roache)                   | Jack McCoy (Sam Waterston)                                           | Connie Rubirosa (Alana de la Garza) |
| 18 2007-08                    | Kevin Bernard (Anthony Anderson)       | Anita Van Buren (S. Epatha Merkerson)  | Cyrus Lupo (Jeremy Sisto)          | Michael Cutter (Linus Roache)                   | Jack McCoy (Sam Waterston)                                           | Connie Rubirosa (Alana de la Garza) |
| 19 2008-09                    | Kevin Bernard (Anthony Anderson)       | Anita Van Buren (S. Epatha Merkerson)  | Cyrus Lupo (Jeremy Sisto)          | Michael Cutter (Linus Roache)                   | Jack McCoy (Sam Waterston)                                           | Connie Rubirosa (Alana de la Garza) |
| 20 2009-10                    | Kevin Bernard (Anthony Anderson)       | Anita Van Buren (S. Epatha Merkerson)  | Cyrus Lupo (Jeremy Sisto)          | Michael Cutter (Linus Roache)                   | Jack McCoy (Sam Waterston)                                           | Connie Rubirosa (Alana de la Garza) |

### Säsong 21-framåt (2022-framåt)
| Säsong     | Yngre kriminalpolis (Junior Detective) | Äldre kriminalpolis (Senior Detective) | Kriminalkommissarie (Lieutenant) | Assistentåklagare (Assistant District Attorney) | Biträdande distriktsåklagare (Executive Assistant District Attorney) | Distriktsåklagaren             |
| ---------- | -------------------------------------- | -------------------------------------- | -------------------------------- | ----------------------------------------------- | -------------------------------------------------------------------- | ------------------------------ |
| 21 2022    | Frank Cosgrove (Jeffrey Donovan)       | Kevin Bernard (Anthony Anderson)       | Kate Dixon (Camryn Manheim)      | Samantha Maroun (Odelya Halevi)                 | Nolan Price (Hugh Dancy)                                             | Jack McCoy (Sam Waterston)     |
| 22 2022-23 | Jalen Shaw (Mehcad Brooks)             | Frank Cosgrove (Jeffrey Donovan)       | Kate Dixon (Camryn Manheim)      | Samantha Maroun (Odelya Halevi)                 | Nolan Price (Hugh Dancy)                                             | Jack McCoy (Sam Waterston)     |
| 23 2023-24 | Vincent Riley (Reid Scott)             | Jalen Shaw (Mehcad Brooks)             | Kate Dixon (Camryn Manheim)      | Samantha Maroun (Odelya Halevi)                 | Nolan Price (Hugh Dancy)                                             | Nicholas Baxter (Tony Goldwyn) |
| 24 2024-25 | Vincent Riley (Reid Scott)             | Jalen Shaw (Mehcad Brooks)             | Jessica Brady (Maura Tierney)    | Samantha Maroun (Odelya Halevi)                 | Nolan Price (Hugh Dancy)                                             | Nicholas Baxter (Tony Goldwyn) |

### Gästskådespelare i urval
Ett stort antal gästskådespelare har under åren medverkat i enstaka avsnitt, i vissa fall redan etablerade och välkända skådespelare, men i många fall även okända namn innan dessa fick sina genombrott på annat håll.
| Utökat innehåll |
| --- |
| - Sasha Alexander (22-19) - Karen Allen (7-4) - Mädchen Amick (17-3) - Sean Astin (18-13) - Ned Beatty (19-7) - Tom Berenger (10-13) - Candice Bergen (15-3) - Lara Flynn Boyle (18-12) - Gary Busey (12-6) - Lynda Carter (16-2) - Chevy Chase (17-7) - Kevin Conway (7-5) - Chris Cooper (6-9) - Laverne Cox (19-6) - Claire Danes (3-1) - Keith David (11-16) - Brad Dourif (18-1) - Jill Eikenberry (19-17) - Idris Elba (12-9) - Dana Elcar (3-19) - Megan Follows (11-1) - Jennifer Garner (6-23) - Lauren Graham (7-15, 7-16, 7-17) - Clark Gregg (1-12) - Harry Hamlin (17-22) - Mariel Hemingway (17-11) - Philip Seymour Hoffman (1-14) - Samuel L. Jackson (1-14) - Allison Janney (2-12 & 4-22) - James Earl Jones (4-4) - Caroline Lagerfelt (4-5) - Scott Lawrence (6-14) - Viveca Lindfors (4-5) - Laura Linney (5-3) - Julianna Margulies (3-17) - David McCallum (7-22) - Cynthia Nixon (1-2) - Pedro Pascal (18-10) - Mandy Patinkin (13-13) - Sarah Paulson (5-4) - Amanda Peet (6-5) - Kim Raver (6-22) - Julia Roberts (9-20) - Michael Rooker (18-9) - Charlotte Ross (17-13) - Zoë Saldaña (9-24) - Sherry Stringfield (19-7) - Tony Todd (4-19) - Kathleen Turner (16-14) - Eli Wallach (2-22) - Kate Walsh (8-3) - Debra Winger (20-14) - Joseph Wiseman (7-8) |

## Inspelning
Som inspelningsstudio för de första 20 säsongerna användes Silver Screen Studios vid Chelsea Piers på Manhattan längs Hudsonfloden. En anslutningsväg vid Pier 62 gavs 14 september 2004 namnet "Law & Order Way" av staden New York.

## Utmärkelser
Serien vann 1997 års Primetime Emmy Award för bästa dramaserie och serien var nominerad för samma utmärkelse varje år mellan 1993 och 1996 och 1998-2001.

## Spinoff-serier
I lagens namn har fått flera spinoff-serier: Law & Order: Special Victims Unit (1999), Law & Order: Criminal Intent (2001), Law & Order: Trial by Jury (2005), Law & Order: UK (2009) som utspelas i London och Law & Order: LA (2010) som utspelas i Los Angeles.

## Svensk tv-visning
I Sverige har den vistas på TV3, TV4, Sjuan, TV8, Kanal 5 och i Kanal 9.